# Dinotopia: Walka o rubinowy kryształ
Dinotopia: Walka o rubinowy kryształ (ang. Dinotopia: Quest for the Ruby Sunstone) – amerykański film animowany wyprodukowany w roku 2005 przez Goodtimes Entertainment w reżyserii Davisa Doi.

## Obsada
- Alyssa Milano – 26
- Jamie Kennedy – Spazz
- Kathy Griffin – Rhoga
- Michael Clarke Duncan – Stinktooth
- Malcolm McDowell – Ogthar
- George Segal – Albagon
- Diedrich Bader – John
- Tara Strong – Mara
- Gregg Berger – Patrolujący SkyBax
- Alec Medlock – Kex Bradley
- Wayne Knight – Thudd
- Masasa Moyo – Shanise
- Alan Shearman – Burmistrz
- Rollin Woodford – Calvin

## Wersja polska
Postaciom głosu użyczyli:
- Joanna Domańska – Jędza Jędzyl (Rhoga), Głos w radiu, Patrolująca (Patrolowa), Mama karmiąca dinozaura
- Joanna Jabłczyńska – Klara (Mara)
- Justyna Kolenda – Głuptas (Spazz), Panie na sali sądowej
- Dorota Lanton – 26, Karol
- Andrzej Chudy – Oktar (Ogthar), cywile na plaży, instruktor latania na dinozaurach i skoków do wody, Panowie na sali sądowej
- Leszek Filipowicz – Albert (Albagon), Patrolujący (Patrolowy) SkyBax, Barman, Rex (Stinktooth), Panowie na sali sądowej
- Cezary Nowak – Jan (John), Burmistrz Calvin
- Mirosław Wieprzewski – Burek (Thudd)
- Maciej Zbierański – Maks Burski (Kex Bradley)
- Tomasz Bednarek – mały dinozaur na plaży dinozaurów, małe dinozaury w wylęgarni

Dialogi: Magdalena Balcerek

Reżyseria i udźwiękowienie: Krzysztof Nawrot

Wersja polska: GMC Studio
Lektor: Andrzej Chudy